# Muddy Waters
Muddy Waters, eg. McKinley Morganfield, född 4 april 1913 i Jug's Corner, Issaquena County, Mississippi, död 30 april 1983 i Westmont, Illinois, var en legendarisk amerikansk citybluesartist.
Waters var förutom gitarrist och sångare även arrangör. Han har betytt mycket för bland annat den elektriska bluesen och betraktas ofta som Chicagobluesens fader. Waters har varit en stark influens för många senare artister, bland andra The Rolling Stones som tagit sitt namn efter hans låt Rollin' Stone (1950), Fleetwood Mac och hela den brittiska beat-explosionen på 1960-talet. Han rankades som nummer 17 i musiktidningen Rolling Stones lista över alla tiders hundra största artister.

## Biografi

### Hans tidiga liv
Muddy Waters påstod själv under de senare åren av sitt liv att han föddes 1915 i Rolling Fork, Mississippi, men han föddes egentligen 1913 i Issaquena County, Mississippi.. Det finns dokument som visar att han under 1930- och 40-talen angav 1913 som sitt födelseår både i sin äktenskapslicens och i sin ansökan om medlemskap i musikerförbundet. En intervju med Chicago Defender 1955 verkar vara första gången han angav 1915 som födelseår, vilket han sedermera höll fast vid. I det amerikanska socialförsäkringssystemets lista över avlidna anges hans födelsedatum som 5 april 1915.
Hans mor dog 1918, varefter hans mormor Della Grant tog hand om honom. Smeknamnet Muddy fick han tidigt på grund av sin förkärlek för att leka i lera. Senare la han till Water, och slutligen Waters, som artistnamn. 
Waters inledde sin musikaliska bana på munspel, men då han fyllt sjutton uppträdde han på lokala fester med gitarrmusik av framförallt Son House och Robert Johnson, två på den tiden mycket populära bluesartister i amerikanska södern.

### Tidig karriär
1940 flyttade Waters till Chicago där han spelade med bland andra Silas Green. Han stannade något år innan han återvände till Stovall, Mississippi och öppnade en "juke joint", en informell klubb med bar, spel, musik och dans där han också själv uppträdde. Sommaren 1941 åkte Alan Lomax runt och spelade in bluesartister på uppdrag av amerikanska kongressbiblioteket. I Stovall träffade han Waters som i en intervju med Rolling Stone minns händelsen: "Han kom med sina prylar och spelade in mig i mitt eget hus, och när han spelade upp det lät det lika bra som vilken skiva som helst. Du kan inte fatta hur jag kände mig den dagen när jag hörde den där rösten och det var min egen röst. Senare skickade han mig två kopior av skivan och en check på tjugo dollar och jag bar över skivan till hörnet och stoppade den i jukeboxen och spelade den och sa 'Jag kan göra det, jag kan göra det'". Året efter återvände Lomax och spelade in fler låtar med Waters. Båda dessa sessioner släpptes sedermera som skivor under titeln Down On Stovall's Plantation på bolaget Testament.
1943 återvände Waters till Chicago i hopp om att bli heltidsmusiker. Under en kort tid bodde han hos en släkting, arbetade på dagarna och uppträdde på kvällarna. Hans genombrott kom då en av de då ledande bluesartisterna i Chicago, Big Bill Broonzy, lät Waters vara förband på hans klubbspelningar. 1945 fick han sin första elgitarr av sin morbror vilket gjorde att han lättare kunde höras över oväsendet på de stökiga klubbar där han spelade. Samma år spelade han in några låtar åt Mayo Williams på Columbia men de inspelningarna gavs inte ut. Lite senare under 1945 började han spela in för det då nystartade Aristocrat, ett nytt skivbolag drivet av bröderna Leonard och Phil Chess. 1947 spelade han gitarr med Sunnyland Slim på piano på inspelningarna av "Gypsy Woman" och "Little Anna Mae". Även dessa två hamnade på hyllan, men 1948 slog "I Can't Be Satisfied" och "I Feel Like Going Home" varefter han blev ett eget namn på klubbscenen i Chicago. Strax efter bytte Aristocrat namn till Chess och Waters signaturlåt, "Rollin' Stone", blev en stor hit.
Muddy Waters var en av giganterna som visade upp sig på Newport Folk Festival år 1960.

## Diskografi
| Album - The Best of Muddy Waters (1958), Chess - At Newport 1960 (1960), Chess - Muddy Waters Sings Big Bill Broonzy (1960), Chess - Folk Singer (1964), Chess - The Real Folk Blues (1966), Chess - Muddy, Brass and the Blues (1966), Chess - More Real Folk Blues (1967), Chess - Super Blues: Muddy Waters, Bo Diddley, Little Walter (1967), Checker - The Super Super Blues Band: Muddy Waters, Bo Diddley, Howlin' Wolf (1967), Checker - Electric Mud (1968), Cadet Concept - After the Rain (1969), Chess - Fathers and Sons (1969), Chess - Sail On (1969), Chess - They Call Me Muddy Waters (1971), Chess - A.K.A. McKinley Morganfield (1971), Chess - Live (at Mr. Kelly's) (1971), Chess - The London Muddy Waters Sessions (1972), Chess - Can't Get No Grindin' (1973), Chess - London Revisted with Howlin' Wolf (1974), Chess - 'Unk' In Funk (1974), Chess - The Muddy Waters Woodstock Album (1975), Chess - Live at Jazz Jamboree '76 (1976), Polljazz - His Best 1947-1955 (1976) - Hard Again (1977), Blue Sky - I'm Ready (1978), Blue Sky - Muddy "Mississippi" Waters - Live (1979) - King Bee (1981), Blue Sky - Rolling Stone (1982), Chess - Rare and Unissued (1982), Chess - Muddy & The Wolf (1983) - Trouble No More (1989) - The Complete Plantation Recordings (1993) - Paris, 1972 (1997) - Goin' Way Back (1997), Just a Memory - One More Mile (1998) - A Tribute to Muddy Waters King of the Blues (1999) - Hoochie Coochie Man (1999) - The Golden Anniversary Collection (2000) - The Anthology (1947-1972) (2001), MCA/Chess - The Definitive Collection (2006) Geffen/Chess | Singlar - 1941 "Country Blues" (Inspelad av Alan Lomax) - 1941 "I Be's Troubled" (Inspelad av Alan Lomax) - 1942 "Ramblin' Kid Blues" - 1947 "Gypsy Woman" (med Sunnyland Slim) - 1947 "Little Anna Mae" - 1948 "Hard Days" - 1948 "Down South Blues" - 1949 "Screamin' and Cryin'" - 1949 "Last Time I Fool Around with You" - 1950 "Rollin' Stone" aka "Catfish Blues" - 1950 "Rollin' and Tumblin'" - 1950 "Walkin' Blues" - 1951 "Howlin' Wolf" - 1951 "Lonesome Day" - 1951 "They Call Me Muddy Waters" - 1951 "Still a Fool" - 1951 "Long Distance Call" - 1951 "Honey Bee" - 1952 "Iodine in My Coffee" - 1953 "Sad Sad Day" - 1954 "I Just Want to Make Love to You" - 1954 "I'm Your Hoochie Coochie Man" - 1954 "I'm Ready" - 1955 "Mannish Boy" - 1955 "Trouble No More" - 1955 "Sugar Sweet" - 1956 "All Aboard" - 1956 "Rock Me" - 1956 "Forty Days and Forty Nights" - 1957 "Got My Mojo Working" - 1957 "Good Lookin' Woman" - 1958 "Born Lover" - 1959 "Goin' Down Louisiana" (aka "Louisiana Blues") - 1960 "Deep Down in My Heart" - 1961 "Messin' with The Man" - 1962 "Going Home" - 1962 "You Shook Me" - 1963 "Let Me Hang Around" - 1964 "My Home is on The Delta" - 1965 "Early Morning Blues" - 1966 "Canary Bird" - 1967 "Trainfare Blues" - 1968 "Mud in Your Ear" - 1969 "Blues and Trouble" - 1970 "Blues for Hippies" - 1971 "Strange Woman" - 1972 "My Pencil Won't Write No More" - 1973 "Muddy Waters Shuffle" - 1974 "Drive My Blues Away" - 1975 "Born with Nothing" - 1977 "Crosseyed Cat" - 1978 "Copper Brown" - 1979 "She's Nineteen Years Old" - 1981 "Forever Lonely" |  |

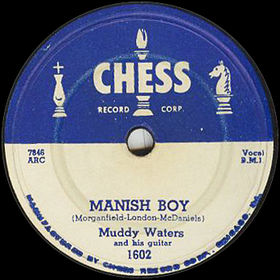
Singeln "Mannish Boy" med Muddy Waters på Chess Records.

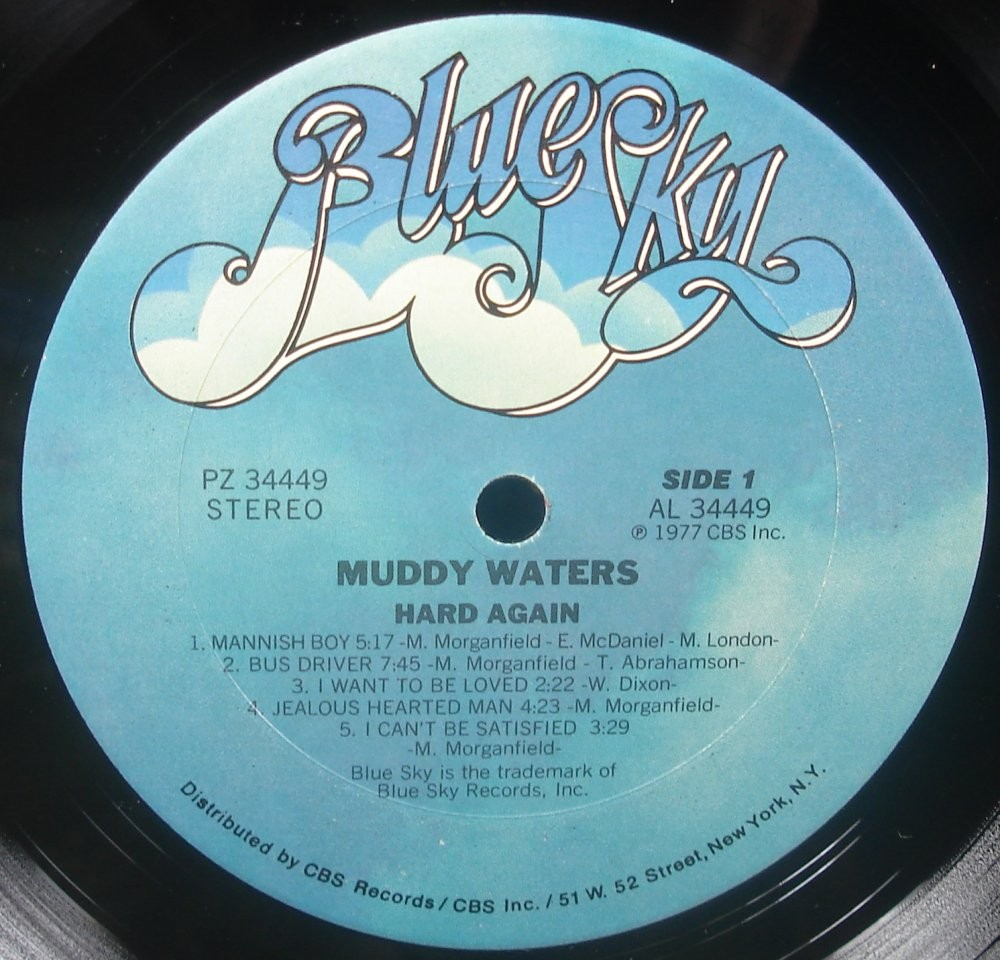
Albumet "Hard Again" från 1977 på Blue Sky.